# Lespesia sabroskyi
Lespesia sabroskyi là một loài ruồi trong họ Tachinidae.